# Acrolophus pannephela
Acrolophus pannephela är en fjärilsart som beskrevs av Edward Meyrick 1931. Acrolophus pannephela ingår i släktet Acrolophus och familjen Acrolophidae. Inga underarter finns listade i Catalogue of Life.